# Les Fées aux balles d'or
Les Fées aux balles d'or – ou Femmes aux pavots – est une série de tableaux réalisés par le peintre français Paul Sérusier en 1912. De format horizontal, ces six peintures à l'huile exécutées sur toile ou sur papier marouflé sur toile représentent des jeunes femmes jouant à la balle devant un fond rouge et noir agrémenté de pavots. Rappel du mille-fleurs du Moyen Âge, ce fond participe à comprendre la scène comme relevant du registre merveilleux et à percevoir les figures comme autant de fées. Léguées par Monique Le Bras-Lombard, la veuve de Georges Lombard, quatre de ces œuvres sont conservées depuis 2019 au musée des Beaux-Arts de Brest, à Brest, dans le Finistère. Les autres relèvent d'une collection privée.

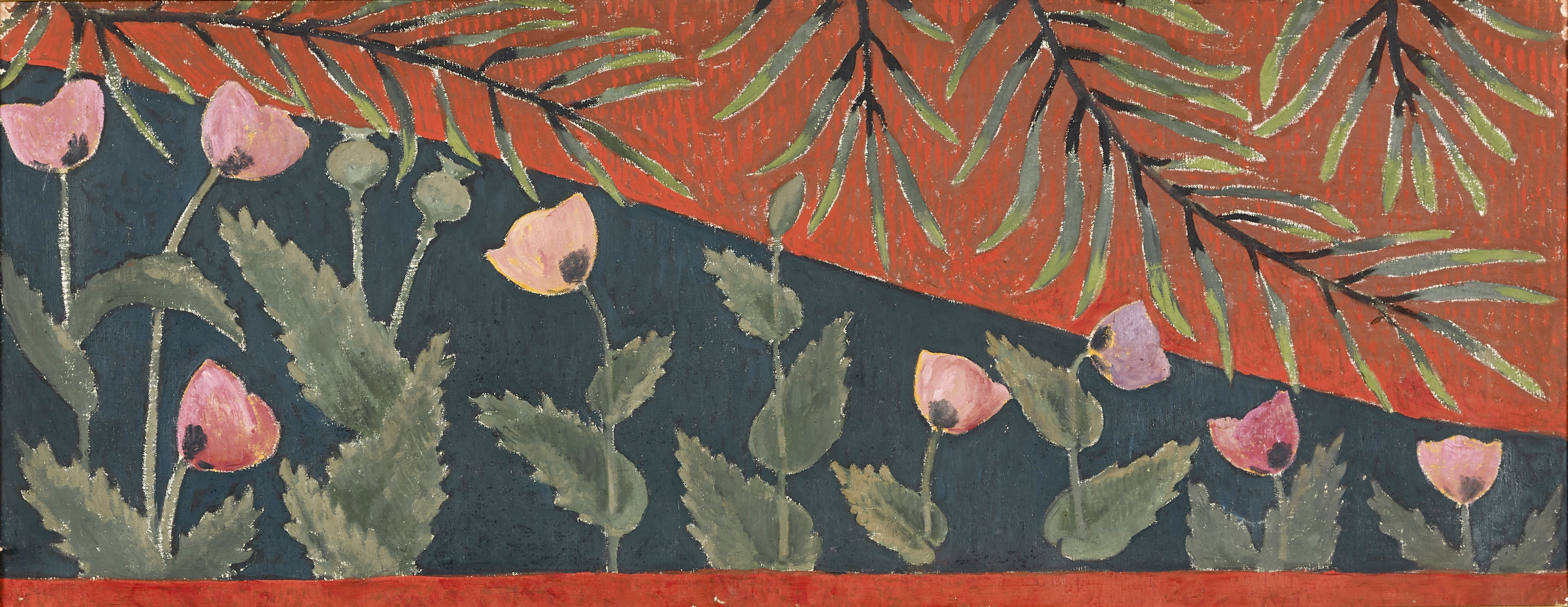
Les Fées aux balles d'or, n°1 – Musée des Beaux-Arts de Brest, Brest
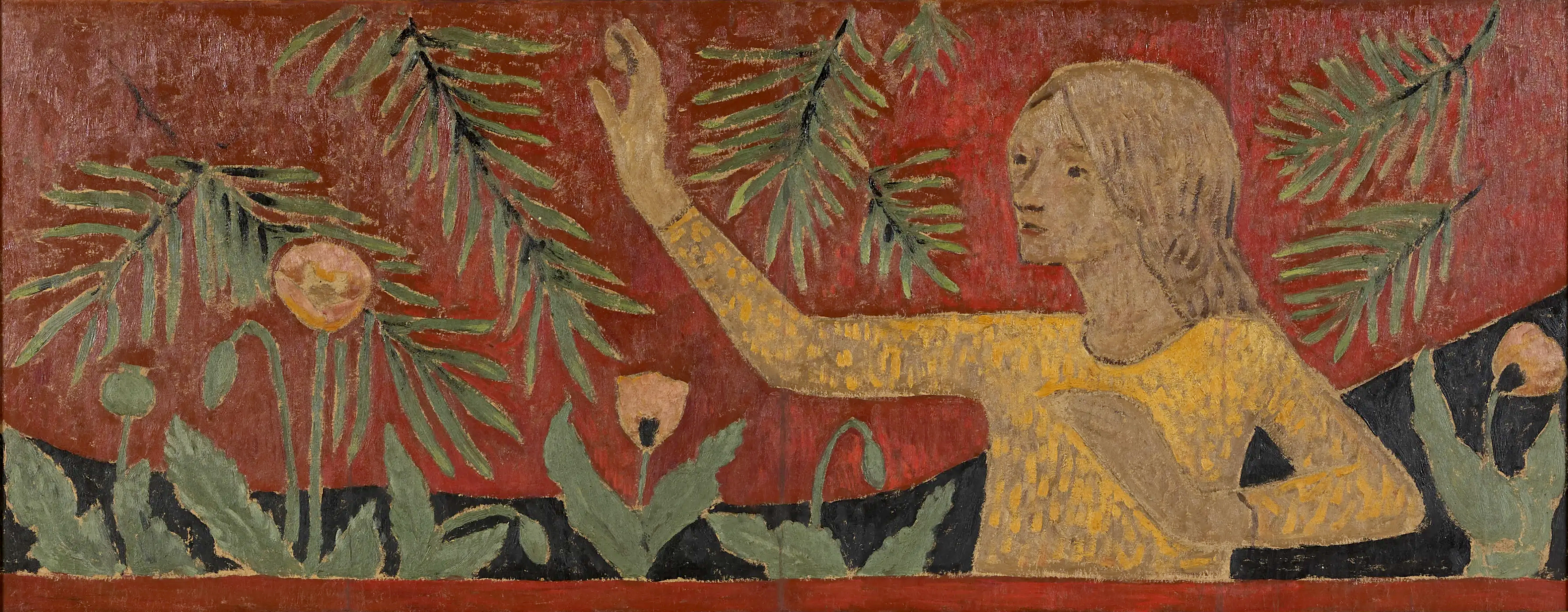
Les Fées aux balles d'or, n°2 – Musée des Beaux-Arts de Brest, Brest
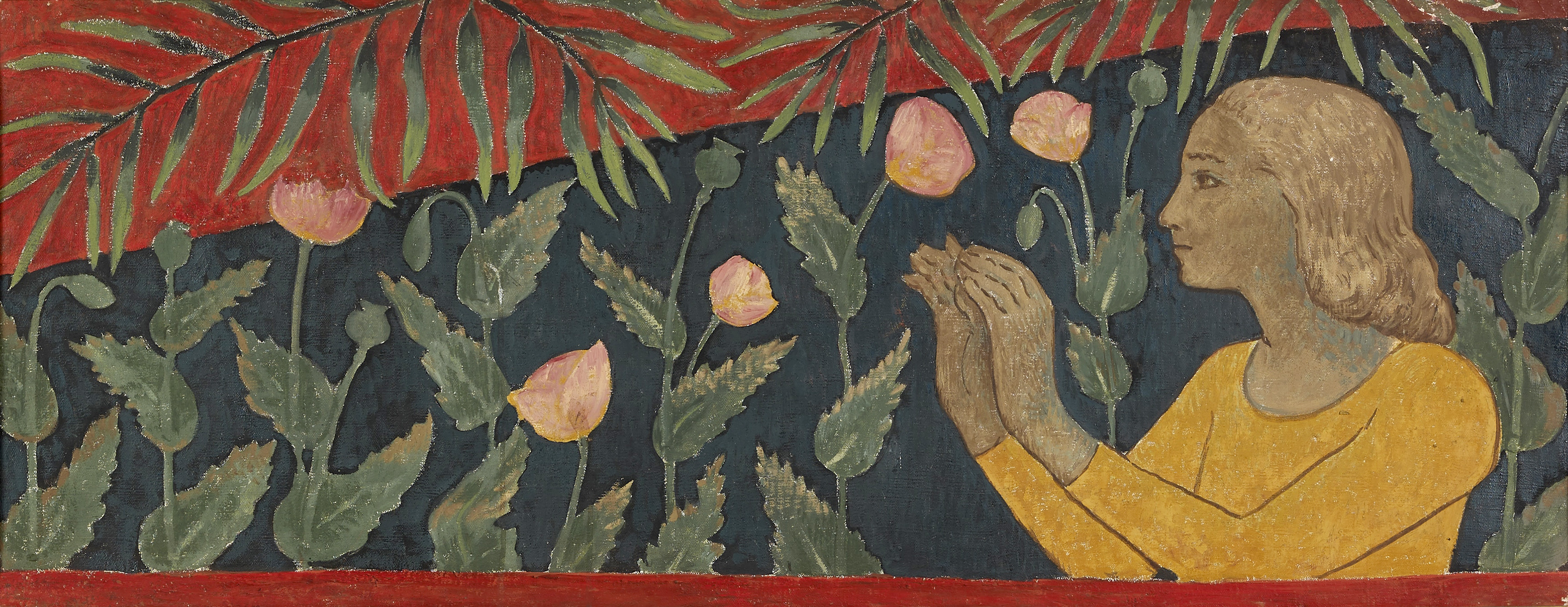
Les Fées aux balles d'or, n°3 – Musée des Beaux-Arts de Brest, Brest
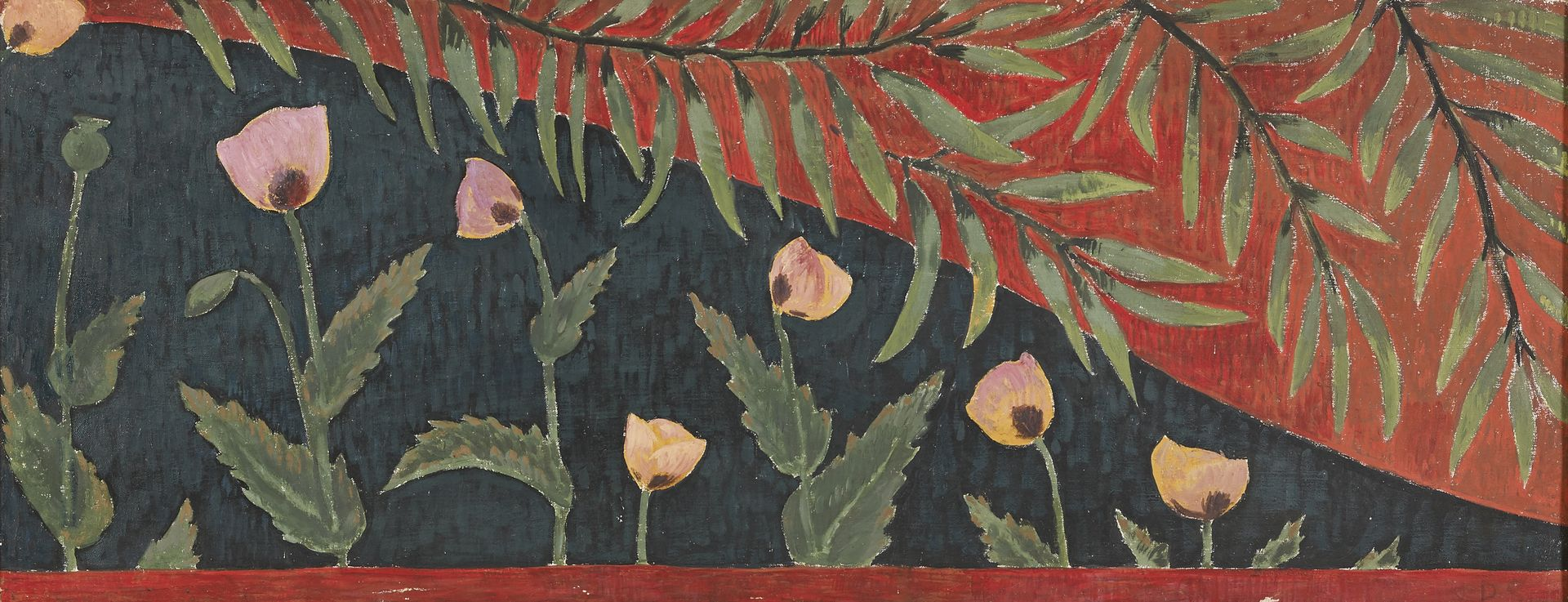
Les Fées aux balles d'or, n°4 – Musée des Beaux-Arts de Brest, Brest
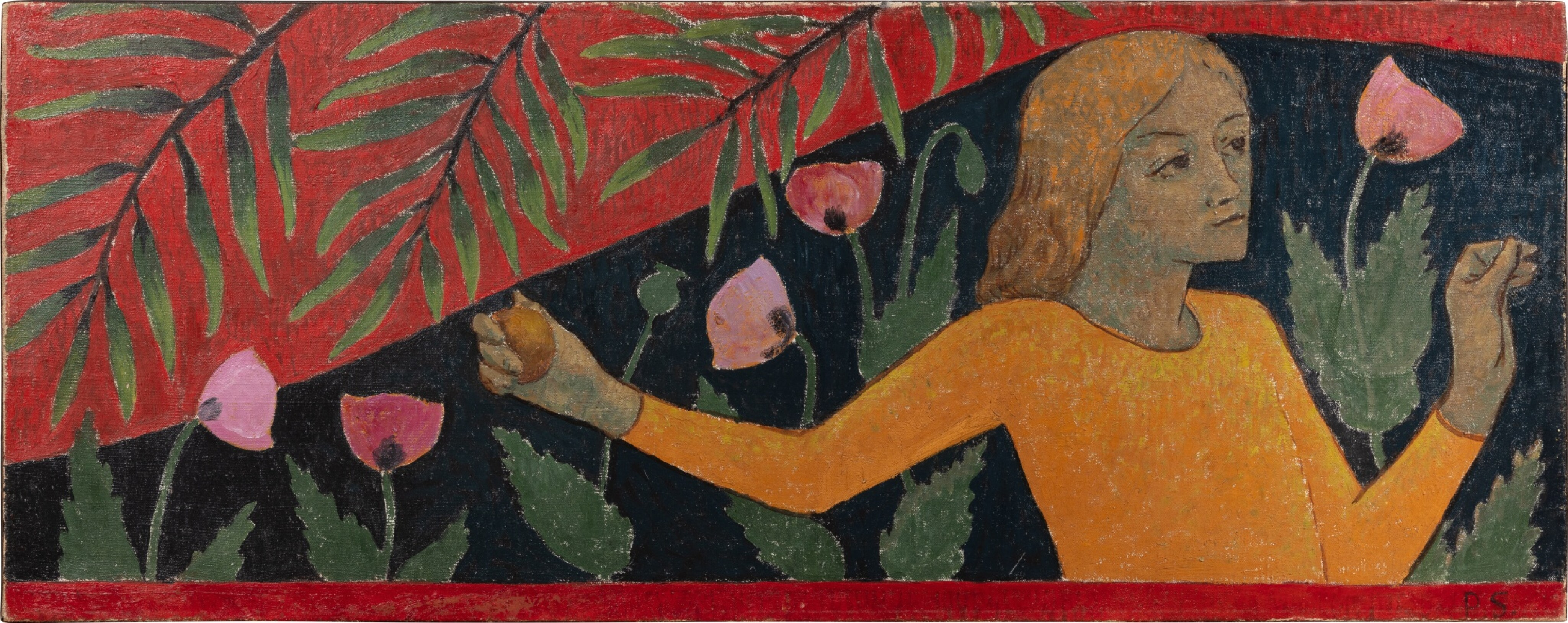
Les Fées aux balles d'or, n°5 – Collection privée
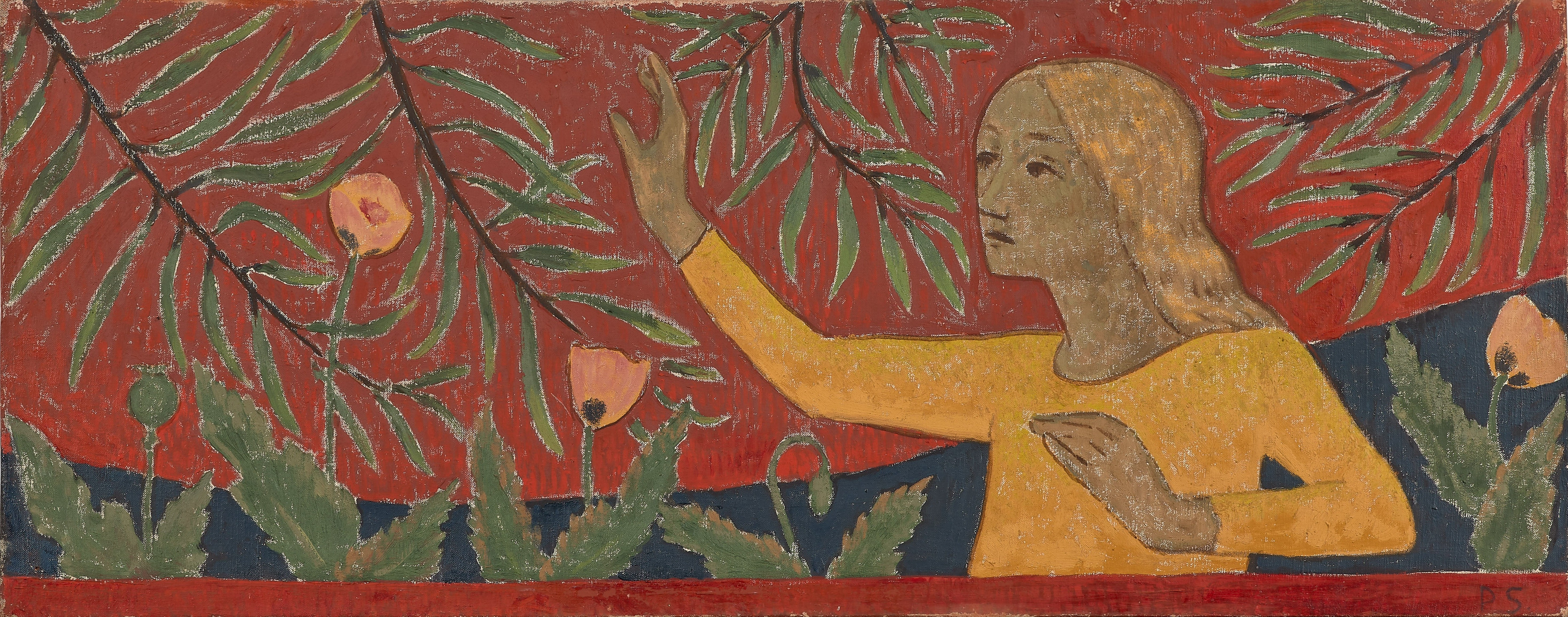
Les Fées aux balles d'or, n°6 – Collection privée